# Edecão
Edecão (em latim: Edeco; em grego: Εδέκων, Edécon), Edicão (em latim: Aedico; em grego: Εδίκων, Edícon) ou Edica foi um nobre huno do século V. Era guarda-costas de Átila (r. 434–453) e agiu como emissário em Constantinopla, capital do Império Bizantino. Foi seduzido pelos bizantinos a desertar seu rei, mas os ludibriou e denunciou o complô para assassiná-lo. Com a morte de Átila em 453, assumiria posição como chefe dos esciros. Nessa posição, se envolveu em duas coalizões antiostrogodas, uma em 465 e a outra em 470, que alegadamente terminaram em tragédia segundo relato de Jordanes. 

## Etimologia
Edecão foi citado por Prisco de Pânio (Εδέκων), João de Antioquia (Εδίκων), Jordanes (Edica) e Anônimo Valesiano (Aedico). Otto Maenchen-Helfen considerou que o nome é de origem huna. Omeljan Pritsak deriva da raiz verbal turco antigo *edär- (prosseguir, seguir), e o sufixo substantivo deverbal κων (kun < r-k < r-g < *gun). A forma reconstruída é *edäkün (< *edär-kün; "seguidor, retentor").

## Vida

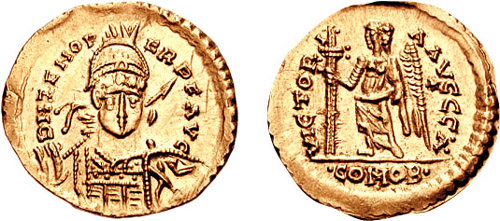
Soldo de Odoacro

Edecão era de origem huna, mas foi erroneamente entendido como turíngio. Casou-se com uma esposa escira, mãe de Odoacro e Onulfo. Serviu sob o rei Átila (r. 434–453) como um dos logádes (λογάδες) e um daqueles confiados com a segurança do rei. Como soldado, gozou de grande reputação. Em 449, foi enviado com Orestes como embaixador para Constantinopla, onde se reuniu com Crisáfio, eunuco e oficial da corte. Pela admiração que tinha da riqueza bizantina, recebeu promessa de riqueza se desertasse. Em seguida, supostamente aceitou ajudar no assassinato de Átila. Retornou à corte de Átila no verão, com a embaixada de Maximino e contou ao rei da conspiração. Após a morte de Átila em 453 e o colapso do Império Huno, se uniu aos esciros.
Em 465, liderou-os ao lado dos suevos de Hunimundo e hunos de Dengizico numa guerra contra os ostrogodos panônios de Valamiro (r. 451–465). No episódio, de acordo com Jordanes, os ostrogodos conseguiram vitória decisiva, que quase destruiu os esciros, mas Valamiro caiu do cavalo e morreu com golpes de lanças. Para Hyun Jin Kim, contudo, quase certamente a morte do rei se tratou de uma derrota perante a coalizão. Seja como for, em 469/470, Edecão e Onulfo participaram com os esciros na nova coalizão antiostrogoda (suevos, sármatas, rúgios, gépidas) chefiada por Hunimundo, Alarico, Babas e Beuca e apoiada por tropas enviadas pelo imperador Leão I, o Trácio (r. 457–474). Jordanes, que outra vez narrou os eventos, alegou que os ostrogodos, agora sob Videmiro e Teodomiro, conseguiram uma vitória decisiva, que permitiu aos ostrogodos consolidarem sua posição, mas Kim contesta. Segundo ele, nos anos seguintes os povos derrotados estavam controlando antigos domínios ostrogóticos na região (os rúgios o Nórico, e os gépidas, esciros e suevos a Panônia).